# سیروس ناصری

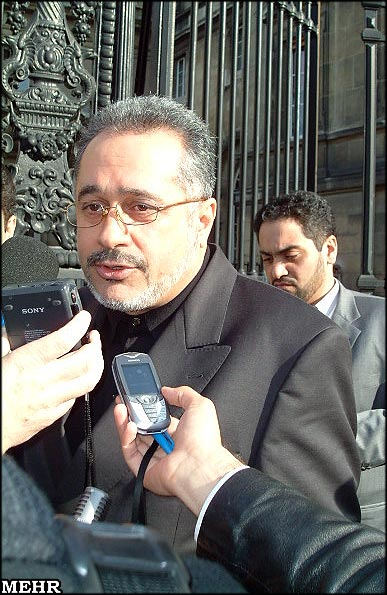
سیروس ناصری مذاکرات هسته‌ای سوئیس ۱۳۸۴

سیروس ناصری بازرگان صنعت نفت و دیپلمات سابق ایرانی است.

## سوابق دیپلماتیک
سیروس ناصری از سال ۱۳۶۵ نماینده دائم ایران در دفتر سازمان ملل در ژنو گردید. به نوشتهٔ روزنامهٔ اعتماد، ناصری پیشتر نمایندهٔ ایران در دفتر سازمان ملل متحد در ژنو و عضو تیم ایرانی مذاکرات قطعنامهٔ ۵۹۸ شورای امنیت بوده است.
ناصری در دولت محمد خاتمی از اعضای ارشد تیم مذاکره‌کنندگان هسته‌ای ایران بوده است.

## فعالیت در صنعت نفت
ناصری که نایب رئیس هیئت مدیرهٔ شرکت کیش اورینتال بوده است، با اتهام دریافت رشوه به مبلغ ۵۰۰ هزار دلار در قراردادهای نفتی مواجه شد. در دادگاه مربوط، مسئله رشوهٔ نیم میلیون دلاری ناصری که مربوط به حساب بانکی وی در کشور سوئیس می‌باشد، بررسی شد و وی تبرئه گشت، ولی او ترجیح داد از کشور خارج شود و در وین اقامت گزیند. او سال ۱۳۹۲ که به ایران بازگشت و در مراسم ختم مادر محمدجواد ظریف حاضر شد.